# Waziers
Waziers – miejscowość i gmina we Francji, w regionie Hauts-de-France, w departamencie Nord.
Według danych na rok 1990 gminę zamieszkiwały 8824 osoby, a gęstość zaludnienia wynosiła 2033 osób/km² (wśród 1549 gmin regionu Nord-Pas-de-Calais Waziers plasuje się na 96. miejscu pod względem liczby ludności, natomiast pod względem powierzchni na miejscu 737.).

## Osoby związane z Waziers
- Georges Prêtre. Dyrygent francuski ur. w Waziers 14 sierpnia 1924.

## Polacy w Waziers
W latach dwudziestych osiedliło się wielu emigrantów z Westfalii i Polski. Powstała wspólnota polsko-francuska. W Waziers jest polska parafia skupiona wokół polskiego kościoła Notre Dame des Mineurs (MB Górnikow). Znany jest Chór Polskich Górników w Douai, mający właściwie swą siedzibę w Waziers.